# Egloffswinden
Egloffswinden (fränkisch: Eglats-winn) ist ein Gemeindeteil der kreisfreien Stadt Ansbach (Mittelfranken, Bayern). Egloffswinden liegt in der Gemarkung Hennenbach.

## Geografie
Das Dorf liegt am Hennenbach und am Wasenbach, der dort als rechter Zufluss in den Hennenbach mündet. Nordöstlich des Ortes liegt der Koderweiher und das Waldgebiet Ebene, im Nordosten liegen der Stegweiher und das Brandholz, im Südwesten liegt das Tiergartenfeld. Eine Gemeindeverbindungsstraße führt nach Hennenbach (1,5 km südlich) bzw. zur Staatsstraße 2255 (0,8 km westlich).

## Geschichte
Wie die übrigen Wendensiedlungen rings um Ansbach dürfte der Ort schon im 10. Jahrhundert von Wenden gegründet worden sein, die ursprünglich in Viereth am Main siedelten und im Jahre 911 von König Konrad I. dem Bischof Thioto von Würzburg für das Gumbertus-Stift geschenkt wurden. Erstmals urkundlich erwähnt wurde der Ort im Jahr 1168 unter dem Namen „Egelolueswineden“. Das Grundwort des Ortsnamens „–winden“ verweist auf die Wenden, das Bestimmungswort ist Egilolf, der Personenname des Siedlungsgründers.
Im 16-Punkte-Bericht des Oberamtes Ansbach von 1684 wurden für Egloffswinden elf Mannschaften verzeichnet (eine Mühle, vier Höfe, zwei Halbhöfe, drei Güter und ein Köblergut). Außerdem gab es ein Gemeindehirtenhaus. Das Hochgericht, die Dorf- und Gemeindeherrschaft sowie die Grundherrschaft über sämtliche Anwesen übte das brandenburg-ansbachische Hofkastenamt Ansbach aus.
Gegen Ende des 18. Jahrhunderts gab es in Egloffswinden 13 Anwesen (fünf Höfe, drei Güter, zwei Halbgüter, zwei Halbhäuser und eine Mühle). Das Hochgericht, die Dorf- und Gemeindeherrschaft und die Grundherrschaft über alle Anwesen übte weiterhin das Hofkastenamt Ansbach aus. Neben diesen Anwesen gab es noch kommunale Gebäude (Hirtenhaus, Brechhaus). Es gab 18 Untertansfamilien. Von 1797 bis 1808 unterstand der Ort dem Justiz- und Kammeramt Ansbach.
Im Rahmen des Gemeindeedikts wurde Egloffswinden dem 1808 gebildeten Steuerdistrikt Hennenbach und der 1811 gegründeten Ruralgemeinde Hennenbach zugeordnet. Diese wurde am 1. Juli 1972 im Zuge der Gebietsreform in Bayern in die Stadt Ansbach eingegliedert.

## Einwohnerentwicklung
| Jahr      | 001818 | 001840 | 001861 | 001871 | 001885 | 001900 | 001925 | 001950 | 001961 | 001970 | 001987 |
| Einwohner | 100    | 101    | 87     | 104    | 103    | 84     | 101    | 113    | 80     | 81     | 71     |
| Häuser    | 15     | 19     |        |        | 17     | 18     | 16     | 17     | 16     |        | 20     |
| Quelle    | [ 15 ] | [ 16 ] | [ 17 ] | [ 18 ] | [ 19 ] | [ 20 ] | [ 21 ] | [ 22 ] | [ 23 ] | [ 24 ] | [ 1 ]  |

## Religion
Der Ort ist seit der Reformation evangelisch-lutherisch geprägt und bis heute nach St. Johannis (Ansbach) gepfarrt. Die Einwohner römisch-katholischer Konfession waren zunächst nach St. Ludwig (Ansbach) gepfarrt, seit 1970 ist die Pfarrei Christ König (Ansbach) zuständig.